# آیسین
آیسین (به ژاپنی: アイシン精機株式会社) شرکت قطعه‌سازی ژاپنی است، که یک شرکت تابعه از تویوتا به‌شمار می‌آید و در زمینه پژوهش، تولید و توسعه سامانه‌ها و قطعات خودرو اعم‌از موتورهای درون‌سوز، سامانه‌های ترمز، جعبه‌دنده‌های خودکار، پمپ‌های حرارتی، سلول‌های خورشیدی رنگ‌حساس خودروی برقی دوگانه، مبدل گشتاور و میل گاردان فعالیت می‌کند.
شرکت آیسین در سال ۱۹۴۹ توسط کیشیرو تویودا تأسیس شد. این شرکت در سال ۲۰۰۷ در فهرست فورچون جهانی ۵۰۰ در رتبه ۳۴۷ از بزرگ‌ترین شرکت‌های جهان قرار داشت.
ساختمان مرکزی شرکت آیسین در شهر کاریا، آیچی، ژاپن قرار دارد و بخشی از سهام آن در بازارهای بورس توکیو و بورس ناگویا معامله می‌شود.

## تاریخچه
این شرکت ریشه‌های خود را به سال ۱۹۴۳ بازمی‌گرداند، زمانی که صنایع هوایی توکای (東海航空工業 Tōkai Kōkū Kōgyō) به‌عنوان یک سرمایه‌گذاری مشترک بین شرکت موتور تویوتا و صنایع هوایی کاوازاکی برای تولید موتورهای هواپیما برای خدمات هوایی ارتش امپراتوری ژاپن تأسیس شد. این شرکت به‌سرعت به صنایع هواپیماسازی توکای (東海飛行機工業 Tōkai Hikōki Kōgyō) تغییر نام داد، زیرا مشخص شد شرکتی با همین نام از قبل وجود دارد.
پس از جنگ، توکای نام خود را به صنایع آیچی (愛知工業 Aichi Kōgyō) تغییر داد و تولید را از قطعات هواپیما به ماشین‌های خیاطی و قطعات خودرو منتقل کرد. در سال ۱۹۶۵، آیچی کوگیو با تولیدکننده قطعات خودرو شینکاوا کوگیو (新川産業) ادغام شد و شرکت آیسین سیکی (アイシン精機株式会社 Aishin Seiki Kabushiki gaisha) را تشکیل داد.
در اکتبر ۲۰۱۹، آیسین سیکی اعلام کرد که با شرکت تابعه آیسین اِی‌دبلیو ادغام خواهد شد، مدیریت را یکپارچه کرده و نام شرکت را تغییر خواهد داد. از تاریخ ۱ آوریل ۲۰۲۱، این شرکت ترکیبی به‌طور رسمی به شرکت آیسین تغییر نام داد.

## زیرمجموعه‌ها

### آیسین اِی‌دبلیو

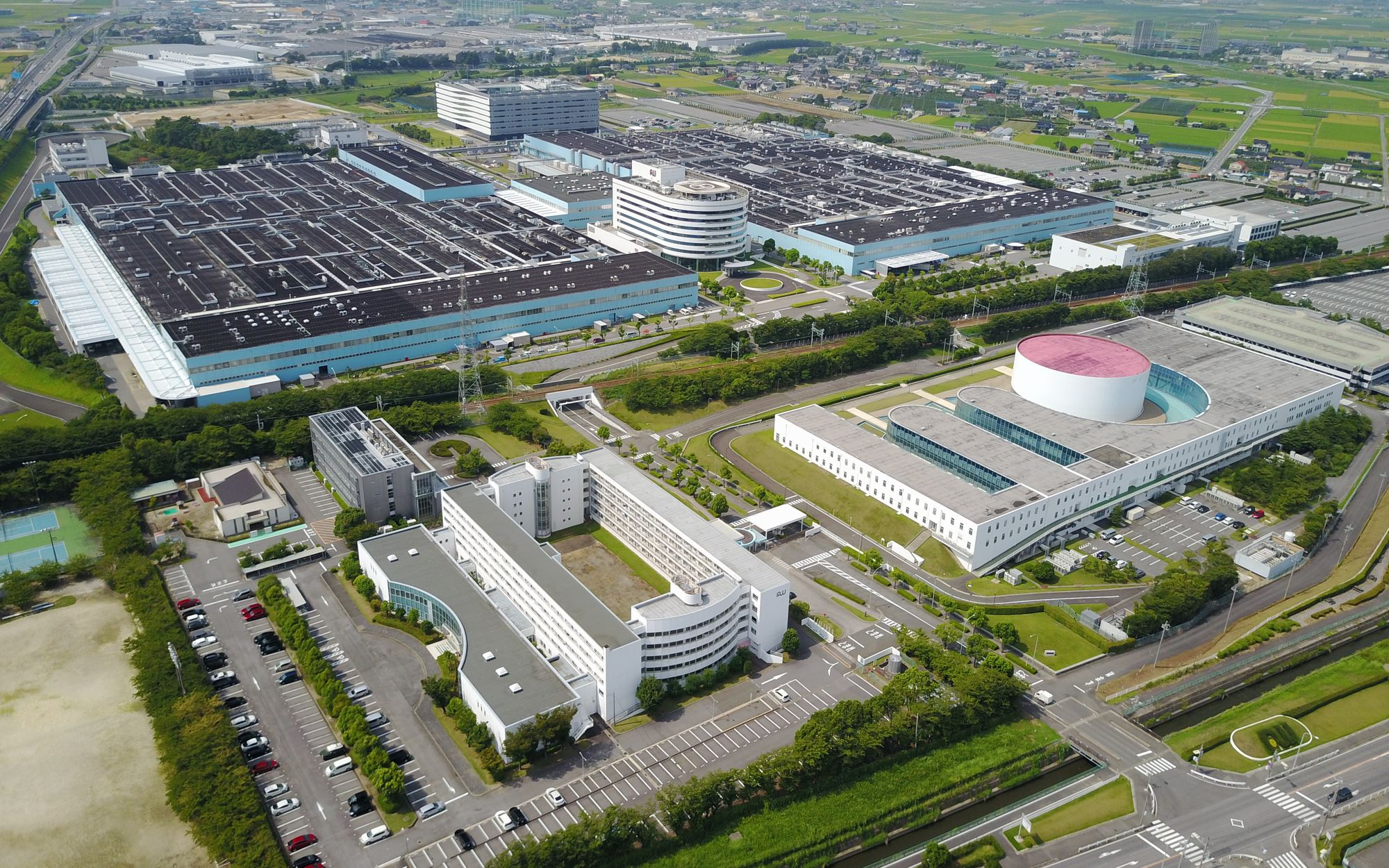
ساختمان مرکزی آیسین ای‌دبلیو

آیسین ای‌دبلیو زیرمجموعه آیسین سیکی بود که جعبه‌دنده خودکار تولید می‌کرد. این شرکت در سال ۱۹۶۹ با نام آیسین-وارنر به‌عنوان یک سرمایه‌گذاری مشترک با بورگ‌وارنر تأسیس شد. در سال ۱۹۸۱، بورگ‌وارنر سهم خود را در آیسین-وارنر به ۱۰٪ کاهش داد و تا سال ۱۹۸۷ از باقی سهام خود نیز خارج شد. آیسین-وارنر در سال ۱۹۸۸ به آیسین ای‌دبلیو تغییر نام داد و در سال ۲۰۲۱ با شرکت مادر آیسین سیکی ادغام شد.
آیسین ای‌دبلیو جعبه‌دنده تویوتا پریوس و اولین سیستم ناوبری سخنگوی جهان را توسعه داد. همچنین، جعبه‌دنده متغیر پیوسته برقی دو محوره آن از سال ۲۰۱۶ به بعد در مدل‌های پریوس (به‌جز پریوس سی)، نسل اول (۲۰۰۵–۲۰۰۷) و نسل دوم (۲۰۰۸–۲۰۱۲) فورد اسکیپ هیبریدی و کرایسلر پاسیفیکا هیبریدی از سال ۲۰۱۷ به‌بعد استفاده شد. این شرکت در طراحی دو محوره این جعبه‌دنده، چرخ‌دنده خورشیدی دوم استفاده‌شده در پریوس‌های ۲۰۱۰ تا ۲۰۱۵ و پریوس سی را حذف کرد که باعث کاهش عرض و وزن جعبه‌دنده متغیر پیوسته برقی و بهبود کارایی کلی آن شد.
دفتر مرکزی آیسین ای‌دبلیو در آنژو قرار داشت و یک بخش بزرگ دیگر در اوکازاکی مستقر بود. دو بخش اروپایی این شرکت، ای‌دبلیو یروپ و مرکز فنی ای‌دبلیو اروپا، در برن‌للو (برای تحقیق و توسعه) و بودور (برای بازسازی جعبه‌دنده‌های خودکار و ترانزاکسلها و تولید قطعات الکترونیکی) مستقر بودند.

### آیسین اِی‌آی
آیسین اِی‌آی زیرمجموعه آیسین سیکی بود که در ژوئیه ۱۹۹۱ برای تولید جعبه‌دنده دستی و جعبه انتقال قدرت تأسیس شد و دفتر مرکزی خود را به نیشیو منتقل کرد. تا سال ۱۹۹۶، تنها مشتری آیسین اِی‌آی، تویوتا بود؛ سپس دایملر کرایسلر و ایسوزو نیز از محصولات آن استفاده کردند. این شرکت بعدها شروع به تأمین محصولات برای سایر شرکت‌های جهانی کرد. در سال ۲۰۱۹، آیسین اِی‌آی در آیسین ای‌دبلیو ادغام شد.

### آیسین آمریکا
آیسین در سال ۱۹۸۶ یک کارخانه در ایالات متحده تأسیس کرد که تولید آن در سال ۱۹۸۹ آغاز شد. این کارخانه که در سیمور، ایندیانا واقع شده، از آن زمان توسعه‌یافته و قطعاتی برای هوندا، جنرال موتورز، میتسوبیشی، نیسان و تویوتا تأمین می‌کند. کارخانه دیگری نیز در ماریون، ایلینوی ساخته شد. در ۵ اکتبر ۲۰۰۵، آیسین آمریکا یک زمین آزمایشی به مساحت ۳٫۵ کیلومتر مربع در نزدیکی فاولرویل، میشیگان افتتاح کرد. این مرکز، اولین زمین آزمایشی آیسین در آمریکای شمالی و سومین مرکز آن در سطح جهانی است و به‌طور رسمی به نام تکنو اف آمریکا FT Techno of America) (FTTA)) شناخته می‌شود، اما به‌عنوان زمین آزمایشی فاولرویل نیز مشهور است. این شرکت پنجمین شرکت گروه آیسین در میشیگان است.
در سال ۲۰۰۹، بخش آمریکای شمالی و شرکت‌های تابعه آن تحت یک نهاد جدید به نام شرکت جهانی آیسین در آمریکا قرار گرفتند، که به‌گونه‌ای ساختار یافته بود که تویوتا، میتسویی و شعبه آمریکایی هینو مالکیت اکثریت عملیات آیسین در آمریکای شمالی را داشتند.

### بلو ای نکسوس
بلو ای نکسوس یک شرکت سرمایه‌گذاری مشترک است که توسط آیسین و دنسو در آوریل ۲۰۱۹ برای تولید سیستم‌های انتقال قدرت برای خودروهای برقی تأسیس شد. هر دو شرکت آیسین و دنسو عضو گروه تویوتا هستند و شرکت تویوتا موتور ۱۰٪ از سهام این شرکت را در اختیار دارد. محصول اصلی بلو ای نکسوس، ای-اکسل است که موتور برقی، چرخ‌دنده‌ها و اینورتر را یکپارچه می‌کند. بلو ای نکسوس همچنین سیستم‌های هیبریدی تولید شده توسط آیسین ای‌دبلیو را بازاریابی می‌کند.

### ایمرا
ایمرا (مؤسسه تحقیقاتی پیشرفته مینورو) یک سازمان پژوهشی است که در سال ۱۹۸۶ در سوفیا آنتیپولیس، فرانسه تأسیس شد. این مؤسسه سه واحد در اروپا، آمریکا و ژاپن دارد که به‌عنوان نیروی کلیدی گروه آیسین در زمینه تحقیق و توسعه و ارائه مشاوره‌های فناورانه فعالیت می‌کنند. شعبه آمریکایی آن، ایمرا آمریکا، در سال ۱۹۹۰ در ان‌آربر، میشیگان تأسیس شد. ایمرا عمدتاً در زمینه تحقیق در حوزه‌های زیست‌پزشکی، باتری و تولید لیزرهای فمتوثانیه فعالیت می‌کند.

## حمایت مالی

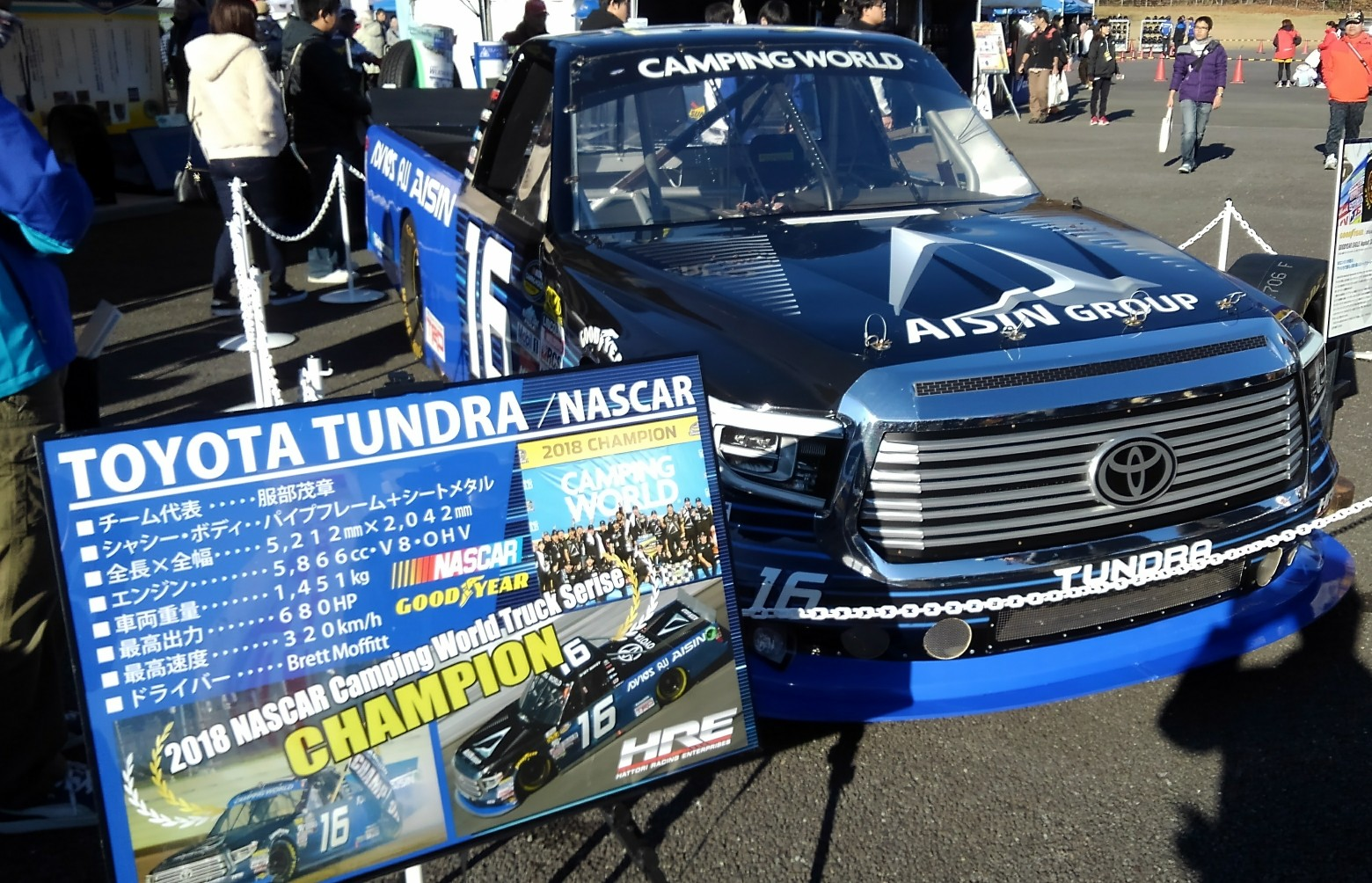
کامیون قهرمانی برت موفیت در ژاپن به نمایش گذاشته شده است

این شرکت حامی تیم سی‌هورسز میکاوا، قهرمان پنج‌باره سوپر لیگ جی‌بی‌ال، است و از تویوتا گازو ریسینگ اروپا از سال ۲۰۱۲ حمایت می‌کند.

### نسکار
آیسین ای‌دبلیو در حال حاضر اسپانسر آستین هیل در نسکار سری کمپینگ ورلد تراک نسکار و سری اکسفینیتی نسکار است. هیل راننده خودرو شماره ۶۱ تویوتا سوپرا و کامیون شماره ۱۶ تویوتا توندرا برای تیم هتوری ریسینگ انترپرایزز (HRE) است. اولین پیروزی هتوری ریسینگ انترپرایزز در پیست موتور اسپیدوی آتلانتا با برت موفیت، که کامیون او نیز توسط آیسین حمایت می‌شد، در سال ۲۰۱۸ به دست آمد. هتوری ریسینگ انترپرایزز و موفیت همچنین در همان سال قهرمانی سری کمپینگ ورلد تراک نسکار ۲۰۱۸ را کسب کردند. آیسین ای‌دبلیو همچنین تیم را در سری آرکا مناردز حمایت مالی کرده است.